# ثيودور كورنر
ثيودور كورنر (بالألمانية: Carl Theodor Körner )‏ (و. 1791 – 1813 م) هو شاعر، وكاتب ألماني، ولد في درسدن، توفي عن عمر يناهز 22 عاماً، بسبب قتل في المعركة.

## التعليم
تعلم في مدرسة الصليب ‏.

## روابط خارجية
- ثيودور كورنر على موقع الموسوعة البريطانية (الإنجليزية)
- ثيودور كورنر على موقع ميوزك برينز (الإنجليزية)
- ثيودور كورنر على موقع قاعدة بيانات الأفلام السويدية (السويدية)
- ثيودور كورنر على موقع ديسكوغز (الإنجليزية)